# Villa Heckenfels

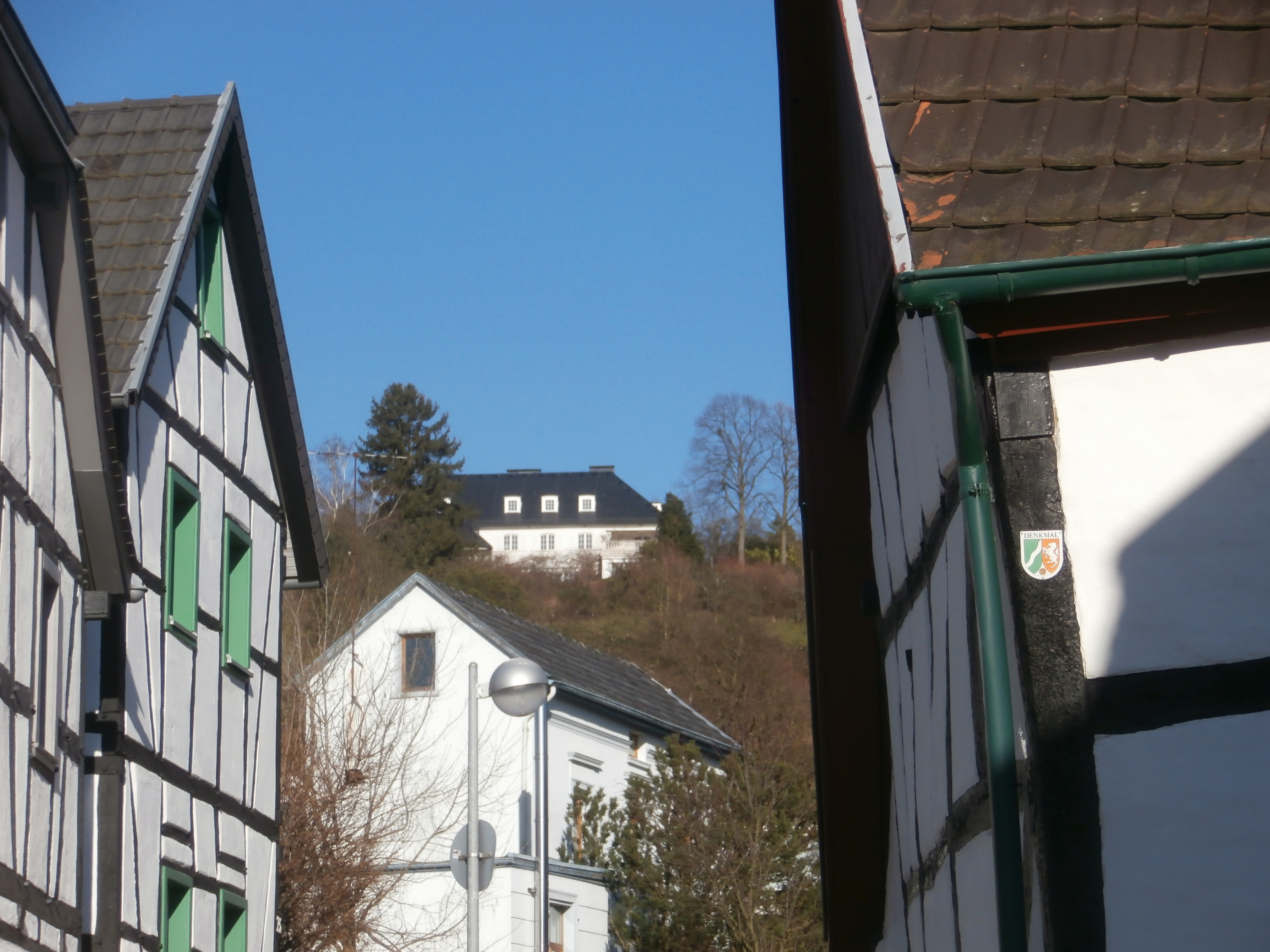
Villa Heckenfels, Blick von der Bismarckstraße (2014)

Die Villa Heckenfels (auch Berghaus Heckenfels) ist eine Villa in Bad Honnef, einer Stadt im nordrhein-westfälischen Rhein-Sieg-Kreis.

## Lage
Die Villa (Adresse: Bondorfer Straße 34) liegt als Solitär oberhalb des Ortsteils Bondorf auf 135 m ü. NHN an den Hängen des Siebengebirges und am Rande des Honnefer Stadtwalds. Von der Bondorfer Straße aus ist sie über eine private Zufahrtsstraße zugänglich.

## Geschichte
Die Villa entstand Ende der 1930er-Jahre für den Ingenieur Wilhelm Lepper, Inhaber der nach seinem Vater benannten und von diesem begründeten Firma August Lepper, nach einem Entwurf des Honnefer Architekten Fritz Wolfgarten. Die Gartengestaltung lag in Händen des ab 1921 in Köln selbständigen Gartenarchitekten Victor Calles (1901–1969). Um den Blick über das Rheintal freizumachen, wurden die im Weg liegenden Gehölze entfernt. Seinen Namen erhielt das Anwesen nach dem umgebenden Flurstück Am Heckenfels bzw. Heckenfeldt, das einstmals Wiese, Holzung und Weingarten umfasste.
Nach dem Zweiten Weltkrieg beschlagnahmten belgische Besatzungstruppen unter Führung von General Jean-Baptiste Piron die Villa. Nachdem Bonn 1949 Regierungssitz der Bundesrepublik Deutschland geworden war und die belgischen Streitkräfte die Stadt verlassen hatten, diente sie als Residenz des stellvertretenden britischen Hohen Kommissars. Diese Funktion bekleidete von 1949 bis 1950 Christopher Steel (1903–1973), der dort mit seiner Frau wohnte. In seiner Amtszeit führte er in der Villa, seinerzeit „Maison Blanche“ („Weißes Haus“) genannt, unter anderem Gespräche mit Herbert Blankenhorn. Später ging das Anwesen wieder in den Besitz der Familie Lepper über.
Heute wird die Villa insbesondere zu Veranstaltungszwecken sowie für Filmaufnahmen vermietet.